# Paul Edwin Crook
Paul Edwin Crook (* 19. April 1915 in Croydon; † 20. Oktober 2004 in der Grafschaft Devon) war ein britischer Offizier, zuletzt im Dienstgrad Brigadier.

## Leben
Paul Edwin Crook wurde geboren als Sohn von Herbert und Christine Crook. Er besuchte die Internatsschule in Uppingham und studierte bis 1936 am Emmanuel College der University of Cambridge, wo er mit dem Grad Master of Arts abschloss.
1935 wurde er in das Queen’s Own Royal West Kent Regiment (QORWK) einberufen und war während des Arabischen Aufstands (1936–1939) in Indien und Palästina eingesetzt.
Zu Beginn des Zweiten Weltkriegs diente er als Adjutant des Maidstoner QORWK-Regimentsdepots. Während des Krieges war er in der Normandie, in Burma und Singapur eingesetzt. Von 1942 bis 1944 diente er im Hauptquartier der British Army in Nordafrika, danach bis 1945 als Brigademajor der 147th Infantry Brigade.
Von 1945 bis 1946 war er Chief Civil Affairs Officer in Niederländisch-Ostindien mit dem vorläufigen Rang eines Colonels (temporary rank). Nach einer Verwendung als Lehroffizier am Staff College Camberley wurde er wieder in das QORWK versetzt, diente während des malaiischen Widerstands in der Malaiischen Union und dann in der britischen Besatzungszone in Deutschland. Von 1954 bis 1957 war er Kommandeur des 3. Bataillons des Parachute Regiment (3 PARA), das unter anderem während der Sueskrise am 5. November 1956 im Rahmen der „Operation Musketeer“ über dem El Gamil Airfield nahe Port Said absprang und trotz heftigen Widerstands nur geringe Verluste verbuchte.
Von 1959 bis 1962 war er im Dienstgrad Colonel Kommandeur des Army Air Transport Training and Development Centre (AATDC). Im Anschluss wurde er der erste militärische Oberbefehlshaber (Chief of Staff) der am 31. Juli 1962 neu aufgestellten Jamaica Defence Force des unabhängig gewordenen Jamaikas, zu dieser Zeit bereits im Dienstgrad Brigadier. 1965 wurde er nach Aden versetzt, wo er bis 1967 als militärischer Sicherheitsberater des Hochkommissars von Aden und Südarabien tätig war. 1968 wurde er auf einen Kommandeursposten in der Britischen Rheinarmee versetzt. 1971 erfolgte die Zurruhesetzung.
Von 1974 bis 1979 war Crook als Angehöriger der Heeresfreiwilligenreserve Ehren-Colonel im 16th (Volunteer) Independent Parachute Company, der Pfadfindereinheit des British Parachute Regiments, stationiert in Lincoln, von 1979 bis 1983 des 15th (King’s) Parachute Battalion und von 1984 bis 1985 des 4th (Volunteer) Parachute Battalion des Regiments. Zudem war er von 1975 bis 1988 Vorsitzender der Lincoln-County-Pfadfinder.
Crook war zweimal verheiratet, in erster Ehe von 1944 bis 1967 mit Joan, geborene Lewis, und in zweiter Ehe ab 1967 mit Betty, geborene Wyles. Aus erster Ehe stammt eine Tochter, aus der zweiten Ehe hatte er einen Stiefsohn.

## Auszeichnungen
- 1945: Bronze Star Medal der Vereinigten Staaten
- 1946: Member des Order of the British Empire (MBE)
- 1957: Distinguished Service Order (DSO)
- 1964–1967: ADC der britischen Königin Elisabeth II.
- 1965: Commander des Order of the British Empire (CBE)